# Sociaaldemocraten (Slovenië)

Logo

De Sociaaldemocraten (Sloveens: Socialni demokrati), afgekort tot SD, is sinds 5 april 2005 de naam van een Sloveense politieke parlementaire partij. Voorheen heette zij Verenigde Lijst van Sociaaldemocraten (Sloveens: Združena lista socialnih demokratov) (ZLSD of ZL). Zij is sinds de eerste vrije verkiezingen in 1990 in het Sloveense parlement vertegenwoordigd. In het huidige parlement bezet de partij 7 zetels en maakt zij deel uit van de regering. De partijvoorzitter is sinds 2020 Tanja Fajon.
De SD is aangesloten bij de Partij van de Europese Sociaaldemocraten en de Socialistische Internationale. De SD heeft in de periode 2019-2024 twee afgevaardigden in het Europees Parlement.
Men dient de SD niet te verwarren met de Sociaaldemocratische Partij van Slovenië, die actief was van 1988–1993 en nu Sloveense Democratische Partij heet.

## Geschiedenis
De partij is opvolger van de Sloveense communistische partij. Vanaf 1986 maakte zij met Milan Kučan front tegen het streven naar centralisering in de Joegoslavische federatie. Met de legalisering van het meerpartijenstelsel in 1989 besloot de Bond van Communisten van Slovenië (Sloveens: Zveza komunistov Slovenije) zich te hernoemen in Bond van Communisten van Slovenië - Partij van Democratische Vernieuwing (Zveza komunistov Slovenije - Stranka demokratične prenove). Sinds de verkiezingen van 1990 noemde de partij zich alleen nog Partij van Democratische Vernieuwing en wijzigde dit weldra in Sociaaldemocratische Vernieuwing van Slovenië (Socialdemokratska prenova Slovenije).
In november 1992 ging de Partij van Democratische Vernieuwing een lijstverbinding aan met drie kleine partijen, onder de nieuwe naam Verenigde Lijst van Sociaaldemocraten (ZSLD):
- DeSUS
- Sociaaldemocratische Unie (Socialdemokratska Unija, SDU, opgericht 1990)
- Arbeiderspartij van Slovenië (Delavska stranka Slovenije, DSS, opgericht 1991)

Na deze verkiezingen in 1992 besloot DeSUS een zelfstandige weg te gaan, terwijl de SDU, DSS en sociaaldemocraten op 29 mei 1993 opgingen in een nieuwe partij, die de naam van de lijstverbinding overnam (ZLSD). Op 5 april 2005 hernoemde de Verenigde Lijst van Sociaaldemocraten (ZSLD) zich in Sociaaldemocraten (SD).
De SD is vaak vertegenwoordigd in de Sloveense regering. Tussen 2008 en 2012 leverde de partij met Borut Pahor de premier. Pahor was vervolgens tussen 2012 en 2022 president. Eerder had SD-kopstuk Milan Kučan ook al het presidentschap bekleed (1991–2002).

## Partijleiders
- Ciril Ribičič (1990–1993)
- Peter Bekeš (1993)
- Janez Kocijančič (1993–1997)
- Borut Pahor (1997–2012)
- Igor Lukšič (2012–2014)
- Dejan Židan (2014–2020)
- Tanja Fajon (sinds 2020)

## Verkiezingsresultaten

### Parlementsverkiezingen
De partij behaalde de volgende resultaten bij de Sloveense parlementsverkiezingen:
| Verkiezingsjaar | Lijsttrekker     | Aantal stemmen | Percentage | Aantal behaalde zetels | Coalitie/Oppositie    |
| --------------- | ---------------- | -------------- | ---------- | ---------------------- | --------------------- |
| 1990            | Ciril Ribičič    | 186.928        | 17,28%     | 14 / 80                | Oppositie             |
| 1992            | Ciril Ribičič    | 161.349        | 13,58%     | 14 / 90                | Coalitie              |
| 1996            | Janez Kocijančič | 96.597         | 9,03%      | 9 / 90                 | Oppositie             |
| 2000            | Borut Pahor      | 130.079        | 12,08%     | 11 / 90                | Coalitie              |
| 2004            | Borut Pahor      | 98.527         | 10,17%     | 10 / 90                | Oppositie             |
| 2008            | Borut Pahor      | 320.248        | 30,45%     | 29 / 90                | Coalitie              |
| 2011            | Borut Pahor      | 115.952        | 10,52%     | 10 / 90                | Oppositie (2012–2013) |
| 2011            | Borut Pahor      | 115.952        | 10,52%     | 10 / 90                | Coalitie (2013–2014)  |
| 2014            | Dejan Židan      | 52.249         | 5,98%      | 6 / 90                 | Coalitie              |
| 2018            | Dejan Židan      | 88.524         | 9,93%      | 10 / 90                | Coalitie (2018–2020)  |
| 2018            | Dejan Židan      | 88.524         | 9,93%      | 10 / 90                | Oppositie (2020–2022) |
| 2022            | Tanja Fajon      | 79.709         | 6,69%      | 7 / 90                 | Coalitie              |

### Presidentsverkiezingen
De partij behaalde de volgende resultaten bij de Sloveense presidentsverkiezingen:
| Verkiezingsjaar | Kandidaat    | 1e ronde | 1e ronde | 2e ronde | 2e ronde | Resultaat |
| Verkiezingsjaar | Kandidaat    | Stemmen  | %        | Stemmen  | %        | Resultaat |
| --------------- | ------------ | -------- | -------- | -------- | -------- | --------- |
| 1990            | Milan Kučan  | 538.278  | 44,43%   | 657.196  | 58,59%   | Verkozen  |
| 1992            | Milan Kučan  | 795.012  | 63,93%   | –        | –        | Verkozen  |
| 1997            | Milan Kučan  | 578.925  | 55,54%   | –        | –        | Verkozen  |
| 2002            | Lev Kreft    | 25.715   | 2,25%    | –        | –        | Verslagen |
| 2007            | Danilo Türk  | 241.349  | 24,47%   | 677.333  | 68,03%   | Verkozen  |
| 2012            | Borut Pahor  | 325.406  | 39,93%   | 474.309  | 67,44%   | Verkozen  |
| 2017            | Borut Pahor  | 355.117  | 47,21%   | 375.106  | 52,98%   | Verkozen  |
| 2022            | Milan Brglez | 134.726  | 15,45%   | –        | –        | Verslagen |

### Europese parlementsverkiezingen
De partij behaalde de volgende resultaten bij de Europese parlementsverkiezingen:
| Verkiezingsjaar | Aantal stemmen | Percentage | Aantal behaalde zetels |
| --------------- | -------------- | ---------- | ---------------------- |
| 2004            | 61.672         | 14,2%      | 1 / 7                  |
| 2009            | 85.407         | 18,4%      | 2 / 8                  |
| 2014            | 32.484         | 8,1%       | 1 / 8                  |
| 2019            | 89.936         | 18,7%      | 2 / 8                  |